# Ukita Kōkichi

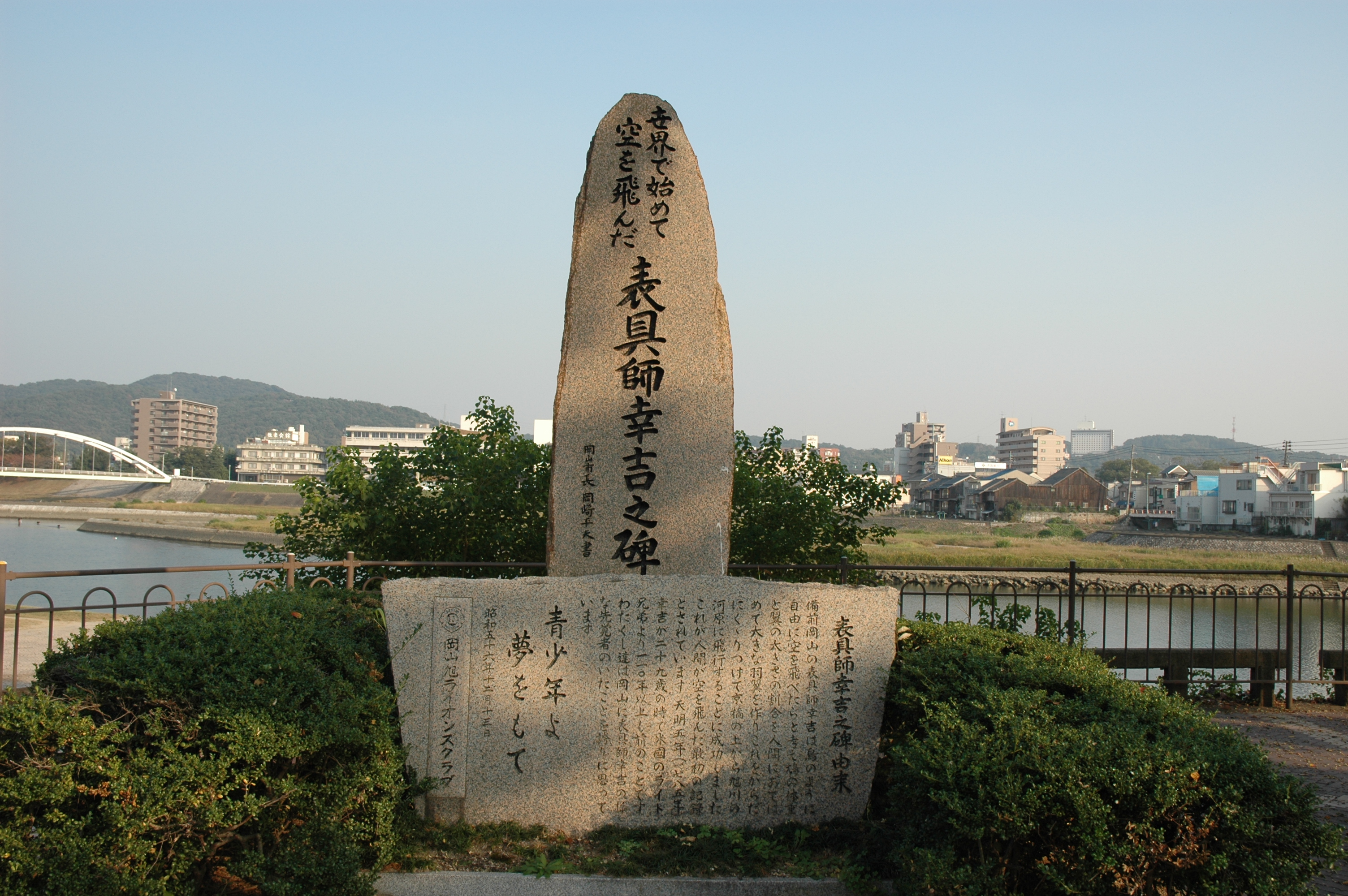
Monument en mémoire de Kōkichi à Okayama.

Ukita Kōkichi est un nom japonais traditionnel ; le nom de famille (ou le nom d'école), Ukita, précède donc le prénom (ou le nom d'artiste).
Ukita Kōkichi (浮田 幸吉) (1757-1847?) est un pionnier légendaire de l'aviation qui serait prétendument la première personne japonaise à voler. Il construisait des ailes en papier et s'envolait avec elles. Il était surnommé l'« homme-oiseau » (鳥人, Chōjin) ou « celui qui s'accroche au papier » (表具師, Hyōgu-shi).

## Biographie
Second fils d'Ukita (Sakuraya) Seibei, Ukita Kōkichi serait né en 1757 durant l'époque d'Edo à Hachihama dans la province de Bizen (actuelle ville de Tamano). Son père décède alors qu'il n'a que sept ans. Il se rend alors à Okayama pour devenir l'apprenti d'un fabricant de papier (shōji et fusuma). Il étudie la biologie et s'intéresse au vol des oiseaux. Il pense que c'est en « calculant le ratio de la surface des ailes avec le poids du corps et en utilisant le résultat pour créer une aile artificielle que les hommes pourront voler comme des oiseaux ».
Sa maîtrise de la fabrication de papier lui est très utile dans la fabrication de ses ailes avec ossature de bambou et vernies avec de la laque de plaqueminier. Après avoir fabriqué différents prototypes sans succès, Ukita essaye de s'envoler d'un pont sur l'Asahi-gawa durant l'été 1785. Plusieurs sources indiquent qu'il aurait réussi à planer sur plusieurs mètres, mais d'autres rapportent qu'il est juste tombé. À la suite de cet essai, Ukita est immédiatement arrêté par les samouraïs du domaine d'Okayama et le daimyo Ikeda Harumasa (ja) le bannit de la région. Dans d'autres sources, comme les écrits de Kan Chazan, contemporain d'Ukita, celui-ci fut décapité par le shogunat Tokugawa.

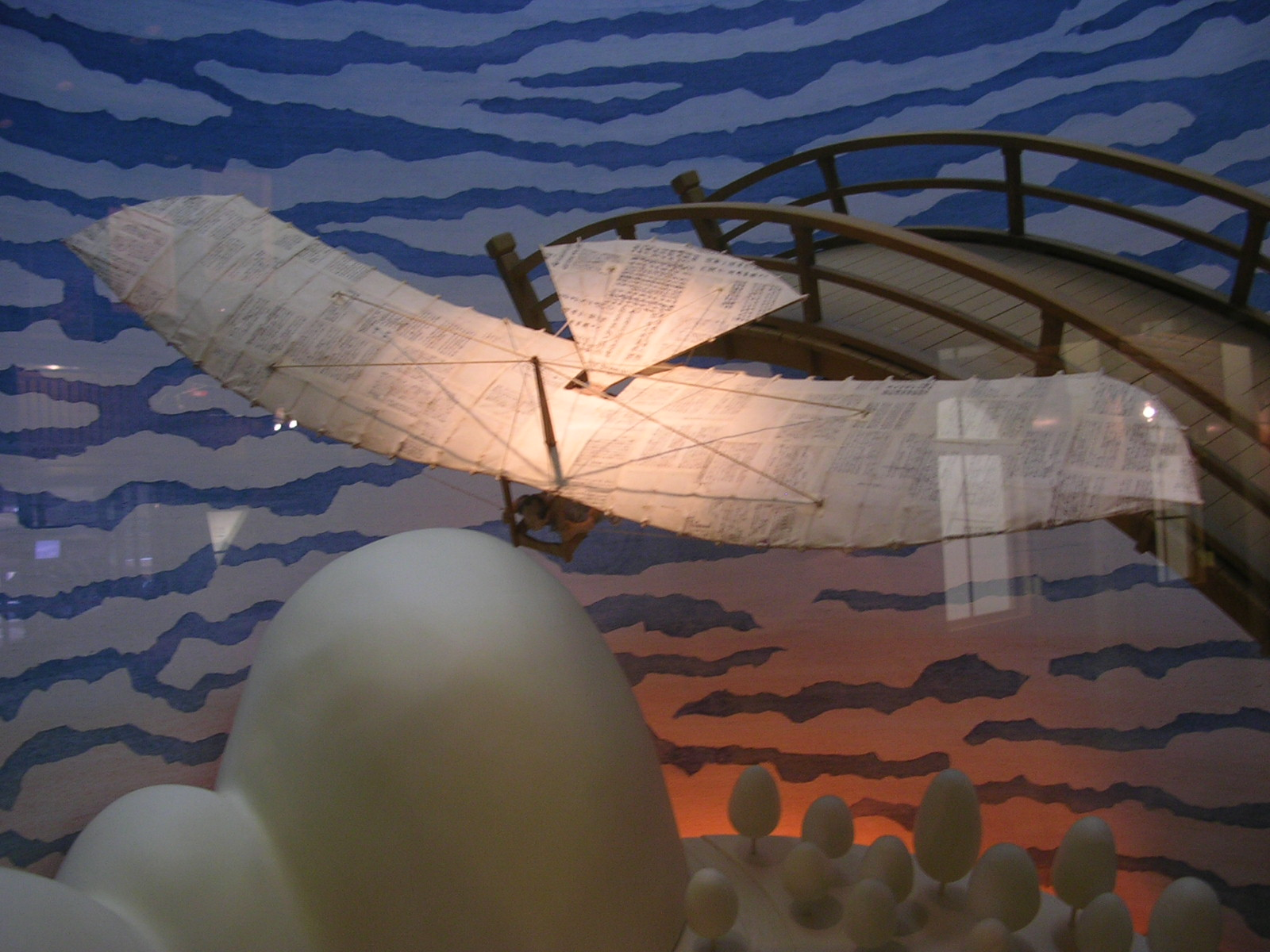
Maquette des ailes en papier d'Ukita.

Après sa tentative, Ukita se rend à Sunpu dans la province de Suruga (actuelle ville de Shizuoka) et ouvre un magasin de coton appelé Bizen'ya Kōkichi. Une fois ce commerce établi, il le transmet à son neveu et devient dentiste sous le nom de Binkōsai. Ses dentiers de bonne facture font sa réputation.
Ses dernières années sont inconnues. Selon certaines sources, Ukita aurait de nouveau essayé de voler à Sunpu et fut exécuté pour avoir participé à une révolte. D'autres sources indiquent qu'Ukita se serait rendu à Mitsuke dans la province de Tōtōmi (actuelle ville d'Iwata), où il aurait vécu paisiblement avec femme et enfants et serait mort en 1847 à l'âge de 90 ans.
Sa tombe est au Daiken-ji à Iwata. Son nom posthume/bouddhiste est Sekiteigen-Koji (釋帝玄居士).
Pour anecdote, le descendant du daimyo Ikeda Harumasa, Ikeda Takamasa (ja), a annulé son bannissement en 1997.

## Source de la traduction
- (en) Cet article est partiellement ou en totalité issu de l’article de Wikipédia en anglais intitulé « Ukita Kōkichi » (voir la liste des auteurs).